# AT THE STARTING LIVE〜READY SET GO!〜
『AT THE STARTING LIVE〜READY SET GO!〜』（アット・ザ・スターティング・ライブ・レディー・セット・ゴー）は、日本のアイドル歌手・郷ひろみが1981年9月5日にCBS・ソニーから発売した8枚目のライブアルバムである。

## 内容
前作『PLASTIC GENERATION』から約4ヶ月ぶり、ライブアルバムとしては『SUPER ENTERTAINMENT MY OWN ROAD』から約1年4ヶ月ぶりの作品。『フェニックス〜HIROMI IN BUDOKAN〜』以来3作ぶりに単枚で発売された。
今作は同年7月26日に能古島アイランド・パーク、同年8月8日から10日まで中野サンプラザ・ホールで開催されたライブ音源を収録した作品となっている。

## 収録曲
1. メドレー
「セクシー・ユー（モンロー・ウォーク）」「洪水の前」「TATTOO」。
2. P-GENERATION
3. お嫁においで
加山雄三の同名曲のカバー。
4. 海は恋してる
ザ・リガニーズの同名曲のカバー。
5. お嫁サンバ
6. YOU'RE SO BEAUTIFUL
ジョー・コッカーのカバー。
7. FUN TIME
ジョー・コッカーのカバー。
8. 川の流れを見つめて
ボブ・ディランのカバー。
9. もういちど思春期
10. COMMON THIE
11. LADY PUT THE LIGHT OUT

## 参加ミュージシャン
- 郷ひろみ：Vocal

綱木バンド
- 三原綱木：Guitar
- 長岡忠治：Guitar
- 宮原透：Keyboards
- 鶴田直美：Keyboards
- 長澤悟：Drums
- 坪田晃：Bass
- 喜多貢：Percussion
- 金城寛文：Saxophone
- 荒木俊男：Trumpet
- 早川隆章：Trombone
- 若子内悦郎：Chorus
- 伊藤さとる：Chorus
- 福島真知子：Chorus
- ギャラクシー・クイーンズ：Dancers